# Mitsui Chemicals
Mitsui Chemicals (三井化学株式会社?, Mitsui-Kagaku Kabushiki-gaisha) è una azienda giapponese attiva nel settore della produzione di prodotti chimici.